# Нововыставочная
Нововыставочная — упразднённая деревня в Верховажском районе Вологодской области России.

## География
Урочище находится в северной части области, в подзоне средней тайги, в пределах южной части Важско-Кулойской низины, к северу от реки Неремши (левый приток Ваги), к западу от автодороги М8, на расстоянии примерно 6 километров (по прямой) к северу от села Верховажье, административного центра района.

### Климат
Климат характеризуется как умеренно континентальный. Среднегодовая температура воздуха — +1,8 °C. Абсолютный минимум температуры воздуха составляет −46 °C; абсолютный максимум — +37 °C. Безморозный период длится 110—115 дней. Среднегодовое количество атмосферных осадков составляет 637 мм. В течение года преобладают ветра юго-западного направления.

## История
В «Списке населенных мест Вологодской губернии по сведениям 1859 года» населённый пункт упомянут как удельная деревня Нововыставочное (Засерихино) Вельского уезда, расположенная в 35 верстах от уездного города. В деревне имелось 6 дворов и проживало 75 человек (35 мужчин и 40 женщин). В 1881 году входила в состав Верховской волости.
По данным 1909 года, в деревне имелось 21 хозяйство и проживало 116 человек (62 мужчины и 54 женщины).
В 1940 году входила в состав Боровинского сельсовета Верховажского района. Упразднена не позднее 1973 года.